# Erebia gnathene
Erebia gnathene är en fjärilsart som beskrevs av Hans Fruhstorfer 1918. Erebia gnathene ingår i släktet Erebia och familjen praktfjärilar. Inga underarter finns listade i Catalogue of Life.